# 백겨자
백겨자(白－, 학명: Sinapis alba 시나피스 알바[*])는 배추과의 한해살이풀이다.

## 분포
아시아, 유럽, 아프리카에 분포한다. 서남아시아(터키), 동남유럽(그리스, 불가리아, 알바니아, 크로아티아), 동유럽(우크라이나), 중앙유럽(독일, 스위스, 오스트리아, 폴란드), 북유럽(노르웨이, 덴마크, 스웨덴), 서유럽(네덜란드, 벨기에, 아일랜드, 영국), 남유럽(스페인, 이탈리아, 포르투갈, 프랑스), 북아프리카(모로코)가 원산지이다.

## 사진 갤러리

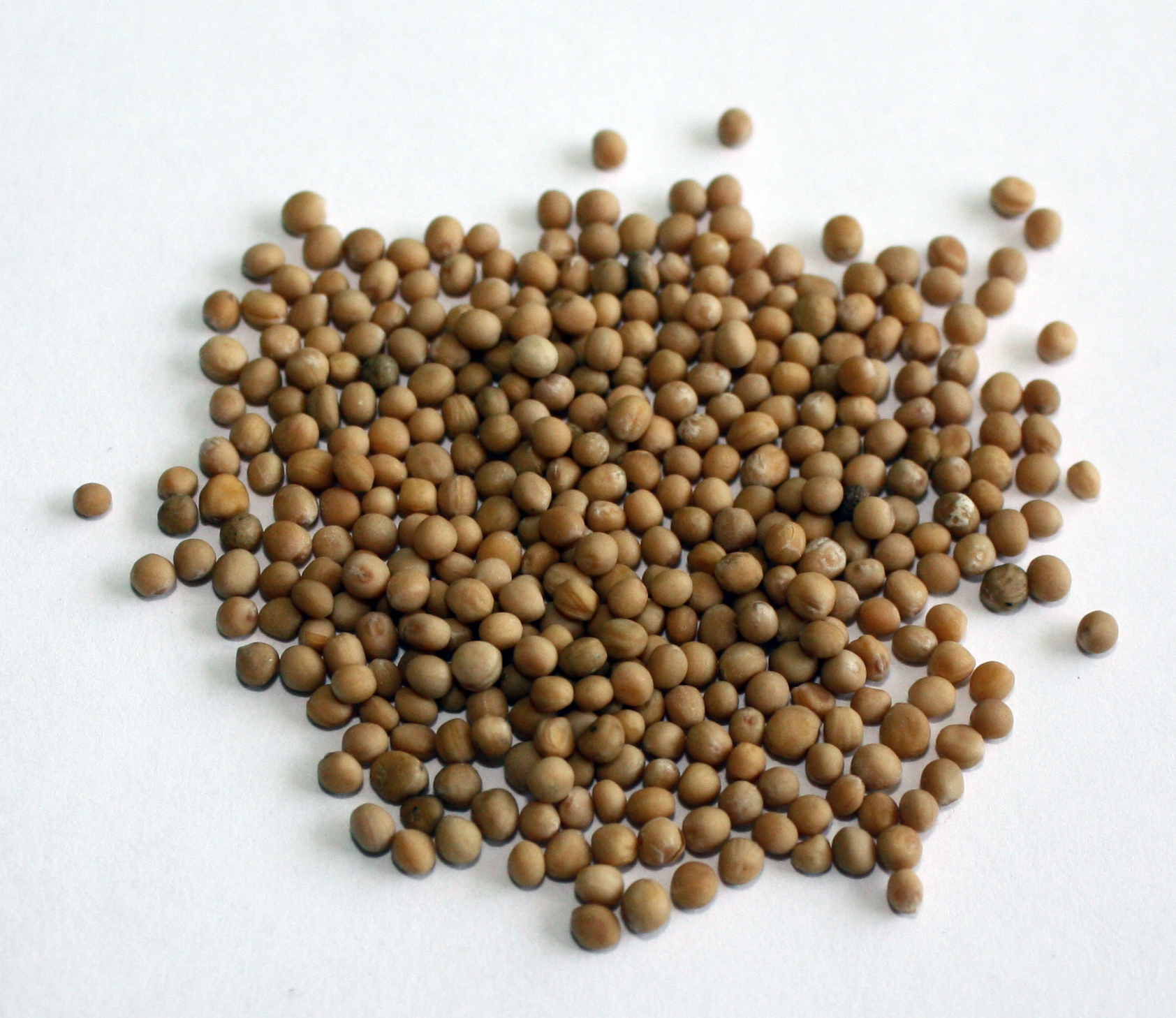
백겨자 씨

## 같이 보기
- 겨자